# Station Zabrze Wschód
Station Zabrze Wschód is een spoorwegstation in de Poolse plaats Zabrze.